# Податная марка

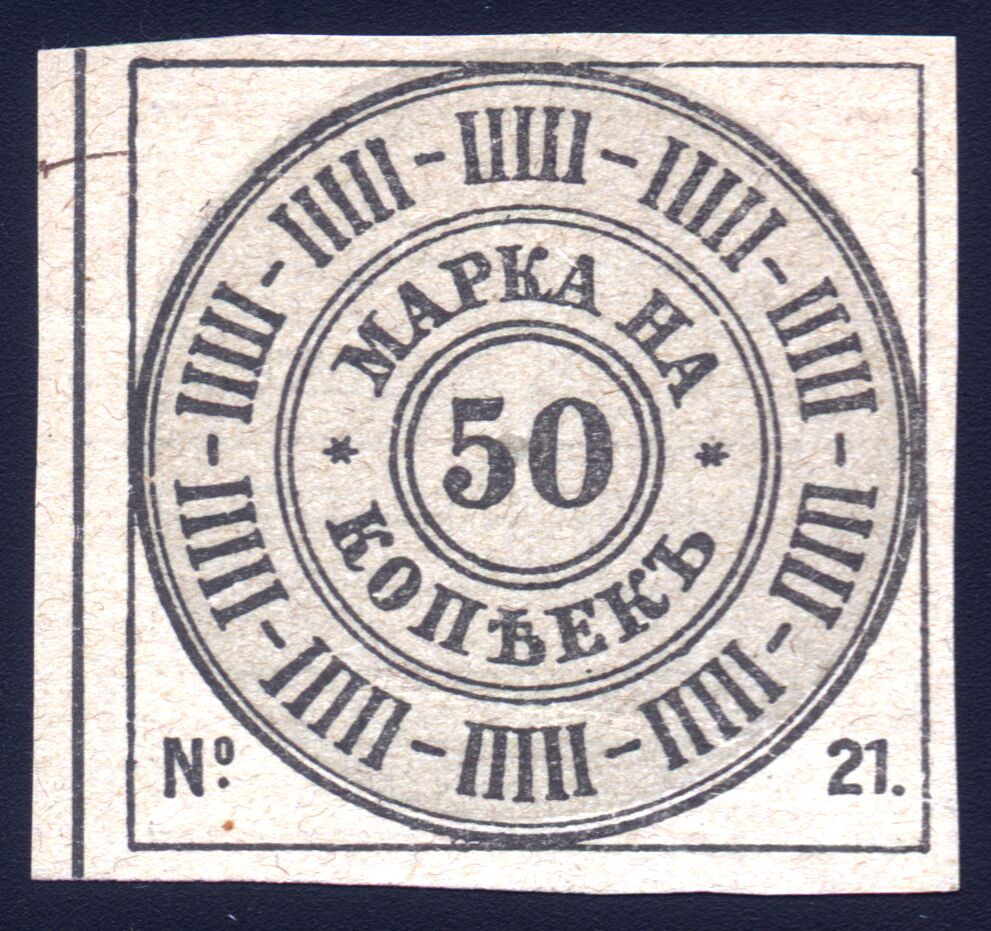
Податная марка России (1893)

По́датные ма́рки — вид фискальных марок, разновидность налоговых марок для оплаты государственной подати. Были введены в 1893 году в некоторых местностях России и в Туркестане по инициативе бывшего мирового посредника Подольской губернии М. А. Скибинского.

## История
Существовавшие в России приёмы учёта сборщиков податей, в основании которых лежала платёжная книжка и нераздельная с ней сложная письменная отчётность, на практике оказались неудобными, особенно в местностях с малограмотным и неграмотным населением. Расчёты в таких местностях в большинстве случаев делались «на память» и «на веру», а платёжные книжки часто оставались без употребления и даже уничтожались. Плательщик при этом, уплатив денежные повинности, не получал никакого достоверного знака, подтверждающего уплату сборов. В счетах зачастую возникала путаница, затруднялся надзор за деятельностью самих сборщиков.
Ввиду этого бывший мировой посредник Подольской губернии М. А. Скибинский предложил ввести для неграмотных марочную систему податного устройства, которая исключала бы арифметические записи и была бы понятной для всех. Своё предложение он обосновал тем, что сельское население исстари привыкло рассчитываться с землевладельцами за пользование землею при посредстве так называемых «квитков», существовавших иногда десятками лет и даже столетиями. В расчётах плательщиков со сборщиком Скибинский заменил рукописные квитки печатными марками.
В рисунке марок, для понимания их неграмотными, были соединены все издавна известные крестьянам признаки денежной ценности: маркам, изображающим монеты менее рубля, была придана круглая форма, остальным — четырехугольная. Окраска марок была такого же цвета, каким окрашен изображаемый маркой денежный знак: рублевая марка — жёлтая, трёхрублёвая — зелёная, пятирублёвая — синяя, десятирублёвая — красная, серебряные монеты обозначались серым цветом, медные — коричневым. Также для распознавания числа рублей и копеек на марках было напечатано соответствующее число палочек.
Для контроля сборщиков с одной стороны и обеспечения интересов плательщиков с другой, каждой марке была придана именная принадлежность обозначением на обороте номера домохозяина, которому она принадлежит. Все марки одного плательщика соединялись на одном листе, предназначенном только ему, и скреплялись отдельной нумерацией. Рядом с марками на том же листе обозначались имя, отчество и фамилия плательщика, все принадлежащие ему предметы обложения по его подворному списку и следующие с него сборы. Таким образом получался именной податной лист, на котором были сгруппированы все податные требования, предъявленные к плательщику, все основания этих требований, документальные знаки (марки), ограждающие плательщика от многократного взимания одних и тех же сборов, и все личные счета плательщика со сборщиком податей. Листы всех плательщиков, подведомственных сборщику, переплетались в шнуровую, так называемую «контрольную книгу», которая хранилась у сборщика.
На практике податные марки начали применяться с 1893 года. Они были введены в 44 уездах 21 губернии и в Туркестанском крае. Польза от введения податных марок была признана на съездах податных инспекторов Туркестанского края и Олонецкой губернии, а также целым рядом губернских и уездных учреждений по крестьянским делам и податными инспекторами многих уездов.